# Divadelní dekorace

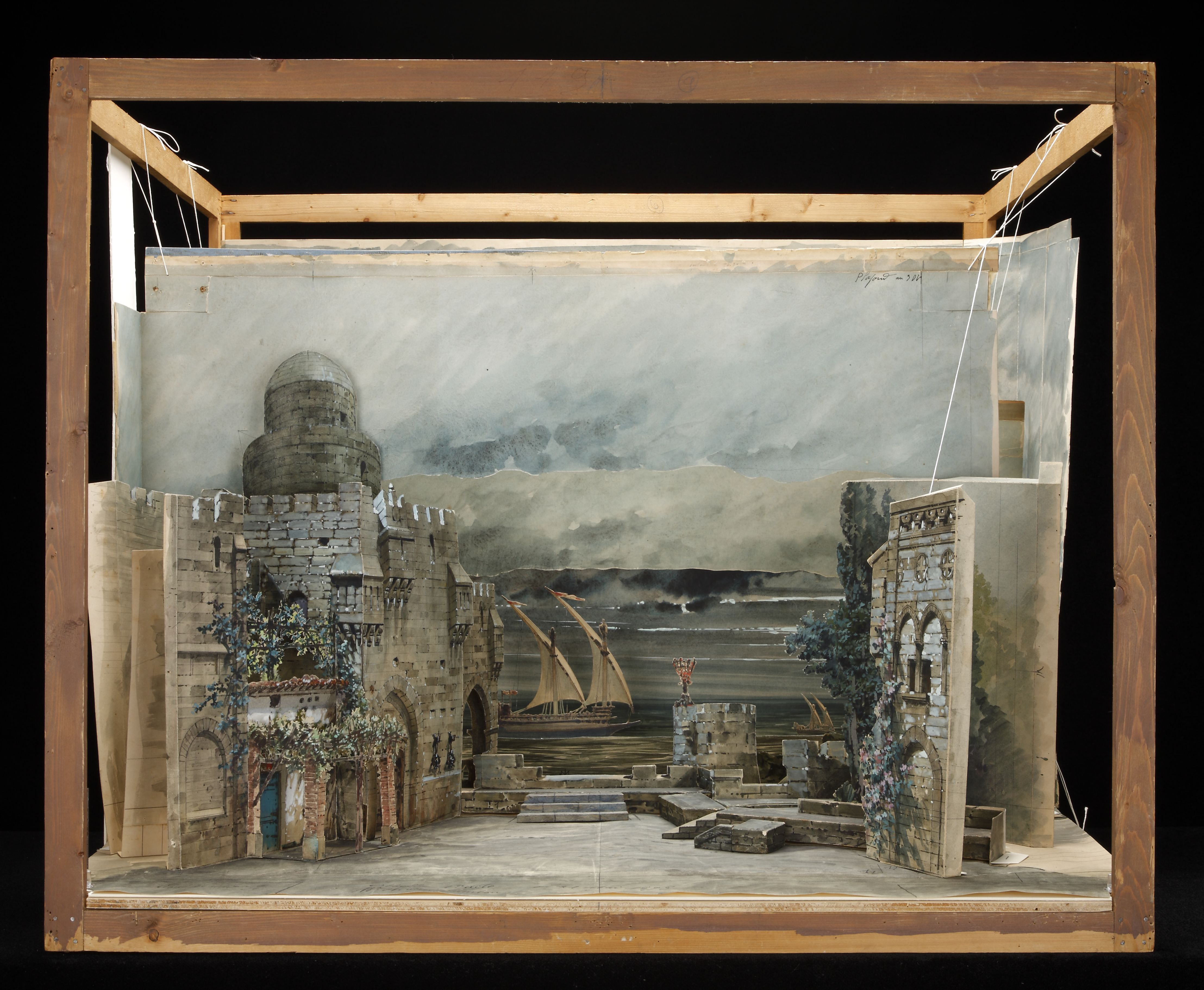
Model scény prvního jednání opery Othello Giuseppe Verdiho, vytvořené Marcelem Jambonem v Paříži v roce 1895

Divadelní dekorace je název pro prvky na jevišti, které tvoří divadelní scénu a mezi kterými se pohybují herci. Tradiční divadelní dekorace, jak se vyvinuly v barokním divadle, sestávají z bočních kulis, mezi kterými mohou procházet herci, a zadního prospektu (horizontu), který tvoří malované pozadí scény.
Divadelním dekoracím se věnuje obor scénografie, který pracuje i s dalšími prvky vizuální stránky scény, jako jsou kostýmy a rekvizity.